# 孙书存
孙书存（1969年8月—），安徽桐城人，南京大学教授，研究方向为生物多样性与生态系统功能等。任中华人民共和国教育部2015年度“长江学者”特聘教授。

## 生平
1998年毕业于中国科学院植物研究所生态中心毕业，曾在华东师范大学、南京大学和威廉玛丽学院进行学习和研究活动。